# Thuần Huệ Hoàng quý phi
Thuần Huệ Hoàng quý phi (chữ Hán: 純惠皇貴妃, 13 tháng 6, năm 1713 - 2 tháng 6, năm 1760), Tô Giai thị (蘇佳氏), Chính Bạch kỳ Bao y, là một phi tần của Thanh Cao Tông Càn Long Đế.
Trong lịch sử hậu cung triều Thanh, thì Thuần Huệ Hoàng quý phi là vị Hoàng quý phi duy nhất trong lịch sử nhà Thanh xuất thân là người Hán bình dân (Hán phi) từng được nhận lễ sắc phong khi còn sống.

## Tiểu sử

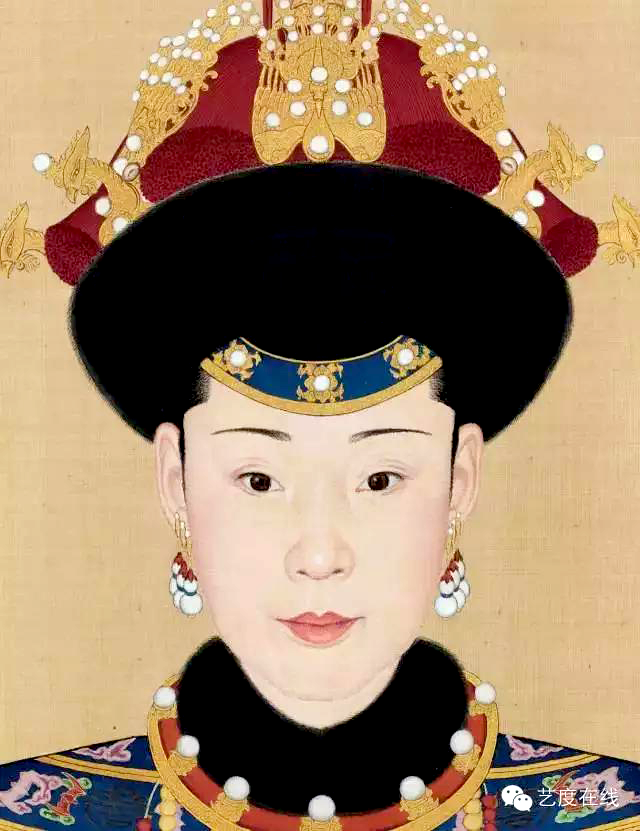
Cận dung Thuần Huệ Hoàng quý phi Tô thị.

Thuần Huệ Hoàng quý phi Tô Giai thị, nguyên họ Tô (蘇氏), là người Hán tại Giang Tô, không phải xuất thân con nhà quan lại mà chỉ là thường dân, con gái của Tô Triệu Nam (蘇召南). Bà sinh vào ngày 21 tháng 5 (âm lịch) năm Khang Hi thứ 52 (1713).
Căn cứ tư lịch ghi lại, bà là một người bình dân gốc Hán, vốn không phải người Bát Kỳ. Đây là một dạng thân phận tương đối hiếm trong cung đình triều Thanh, vì khác với người Bát Kỳ, người được xem là "Hán dân" thời Thanh chỉ có hộ tịch do bộ Hộ quản lý, và nhà Thanh có chủ trương không để người Bát Kỳ cùng Hán dân kết hôn với nhau (hôn nhân chính thức không, nạp thiếp vẫn được). Khi đến tuổi trưởng thành, Tô thị nhập tiềm để làm Cách cách của Bảo Thân vương Hoằng Lịch, con trai thứ tư của Thanh Thế Tông Ung Chính Đế.
Mặc dù về sau khi bà được phong Phi, gia đình đã được nhập vào Chính Bạch kỳ, nhưng đương thời không có chiếu chỉ chính thức về việc đổi họ của bà thành "Tô Giai thị". Tuy nhiên, Thanh sử cảo thời Dân quốc chép bà là "Tô Giai thị", các tài liệu như Ái Tân Giác La tông phổ (爱新觉罗宗谱), Thanh hoàng thất tứ phổ (清皇室四谱) cũng đều đồng loạt gọi bà là "Thuần Huệ Hoàng quý phi Tô Giai thị" khiến nhiều tài liệu về sau đều tham khảo theo.

## Đại Thanh tần phi
Năm Ung Chính thứ 13 (1735), ngày 25 tháng 5 (âm lịch), Cách cách Tô thị hạ sinh cho Bảo thân vương người con trai thứ 3, đặt tên là Vĩnh Chương, sau phong Tuần quận vương. Cùng năm đó, ngày 3 tháng 9 (âm lịch), Càn Long Đế đăng cơ. Ngày 24 tháng 9 (âm lịch) cùng năm ấy, Càn Long Đế lại ra chỉ thị trong Thượng dụ đương đại phong hậu cung, Tô thị được phong làm Tần,  sau đó định hiệu là Thuần tần (純嬪). Xét theo Hồng xưng thông dụng của Nội vụ phủ, phong hiệu "Thuần" của bà có Mãn văn là 「Bolgo」, ý là "Sạch sẽ", "Thuần tịnh".
Năm Càn Long thứ 2 (1737), lấy Đông Các Đại học sĩ Từ Bổn (徐本) làm Chính sứ, Nội Các Học sĩ Xuân Sơn (春山) làm Phó sứ, tuyên sách phong Thuần tần Tô thị thành Thuần phi (纯妃).

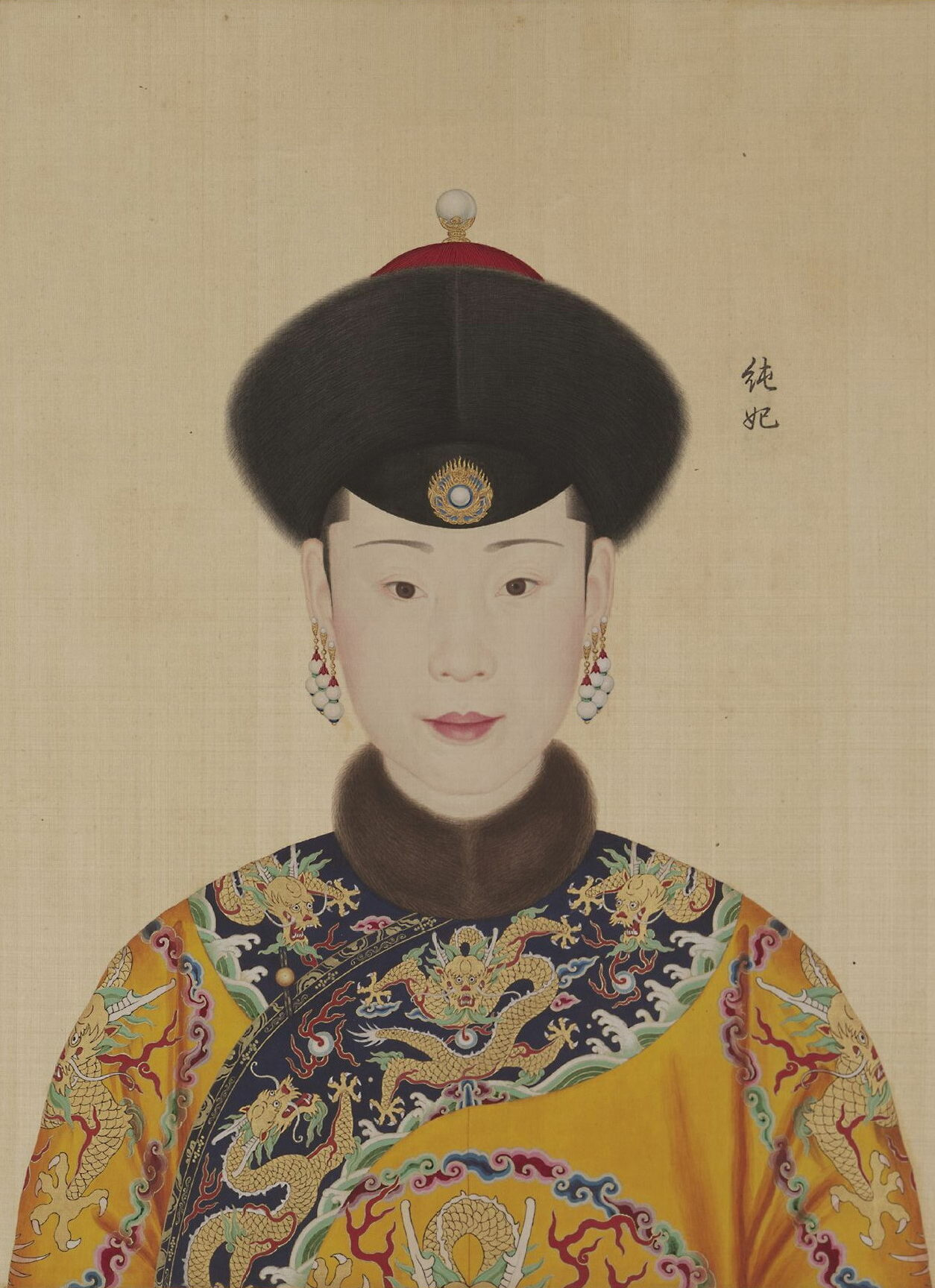
Thuần phi Tô thị

Từ năm Càn Long thứ 4 (1739), gia đình họ Tô phụng chỉ sáp nhập Chính Bạch kỳ, là Bao y trực thuộc Nội vụ phủ, anh trai Tô thị là Tô Minh Phượng và Tô Gia Phượng được cấp ruộng đất và bổng lộc. Con trai Tô Gia Phượng là Tô Nguyên Long được bổ nhiệm Chính ngũ phẩm Viên ngoại lang. Anh trai khác của Tô thị là Tô Kỳ Phượng sinh con trai là Tô Tùng Linh, được phong "Ủy thự Uyển phó", hai con trai của Tùng Linh là Kim Ngọc và Phúc Trụ được ban "Bút thiếp thức", tham dự quan lộ.
Năm thứ 8 (1743), ngày 14 tháng 12 (âm lịch), giờ Dậu, Tô thị sinh con trai thứ sáu của Càn Long Đế, Chất Trang Thân vương Vĩnh Dung. Đến năm Càn Long thứ 10 (1745), ngày 23 tháng 1, chỉ dụ tấn thăng Thuần phi Tô thị cùng với Nhàn phi Na Lạp thị đều thành Quý phi. Ngày 17 tháng 11, lấy Đại học sĩ Tra Lang A (查郎阿) làm Chính sứ, Lễ bộ Tả thị lang Mộc Hòa Lâm (木和林) làm Phó sứ, chính thức hành Quý phi sách phong lễ. Cùng năm đó, ngày 2 tháng 12 (âm lịch), bà sinh hạ Hoàng tứ nữ của Càn Long Đế, tức Hòa Thạc Hòa Gia công chúa.

## Hoàng quý phi và qua đời
Năm Càn Long thứ 25 (1760), ngày 24 tháng 3 (âm lịch), khi đang lâm trọng bệnh, Càn Long Đế ra chỉ dụ tấn phong Thuần Quý phi Tô thị thành Hoàng quý phi.
Theo ý dụ của Càn Long Đế trong sách văn tấn phong Hoàng quý phi của Tô thị, có đoạn viết: "Nay Hoàng tử và Công chúa, đều đã trải qua Cát lễ Khánh thành, ứng nên tấn sách làm Hoàng quý phi" (nguyên văn: 今皇子、及公主、俱已吉礼庆成。应晋册为皇贵妃). Tước vị Hoàng quý phi là vị trí đứng đầu phi tần Hậu cung. Địa vị của bà khi ấy chỉ dưới Kế hoàng hậu Na Lạp thị, vì lúc này Hiếu Hiền Thuần Hoàng hậu Phú Sát thị cùng Tuệ Hiền Hoàng quý phi Cao Giai thị và Triết Mẫn Hoàng quý phi Phú Sát thị đều đã tạ thế. 

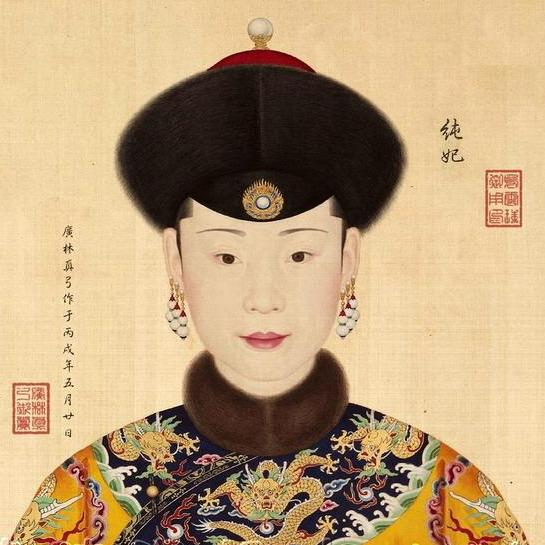
Hoàng quý phi Tô thị

Ngày 11 tháng 4 cùng năm, chính thức tiến hành lễ sách phong Hoàng quý phi cho Tô thị.
Cùng năm đó, vào ngày 19 tháng 4 (âm lịch), Hoàng quý phi Tô thị qua đời, hưởng dương 48 tuổi. Thụy hiệu của bà là Thuần Huệ Hoàng quý phi (純惠皇貴妃). Trước khi Tô thị qua đời, Càn Long Đế thường đích thân từ Viên Minh Viên ghé thăm, cứ 2 ngày 1 lần, cho đến khi bà tạ thế. Tháng 5 năm đó, làm lễ sách thụy cho Thuần Huệ Hoàng quý phi, sai quan tế cáo Thái miếu và Phụng Tiên điện. Sách thụy văn của bà không tìm được, nhưng Sách tế trăm ngày của Thuần Huệ Hoàng quý phi có ghi lại.
Năm Càn Long thứ 27 (1762), ngày 2 tháng 11, Thuần Huệ Hoàng quý phi được an táng tại Phi viên tẩm của Dụ lăng, còn gọi là Thuần Huệ Hoàng quý phi viên tẩm (纯惠皇贵妃园寝). Càn Long Đế đặc biệt cho xây dựng viên tẩm một tòa Minh lâu ngói màu lục, còn dựng văn bia trước mộ.

## Hậu duệ
Thuần Huệ Hoàng quý phi sinh được 2 Hoàng tử và 1 Công chúa:
1. Hoàng tam tử Vĩnh Chương [永璋; 15 tháng 7 năm 1735 - 26 tháng 8 năm 1760], Hoàng tử thứ ba của Càn Long Đế. Mất cùng năm với Thuần Huệ hoàng quý phi, tặng làm Tuần Quận vương (循郡王).
2. Hoàng lục tử Vĩnh Dung [永瑢; 28 tháng 1 năm 1744 - 13 tháng 6 năm 1790], Hoàng tử thứ sáu của Càn Long Đế. Năm 1759, thụ phong làm [Bối lặc], được chỉ định làm con thờ tự của Thận Tĩnh Quận vương Dận Hi - con trai thứ 21 của Thanh Thánh Tổ Khang Hi Đế. Tấn phong [Chất Quận vương; 質郡王], rồi lại nâng thành [Chất Thân vương; 質親王]. Ông giỏi thi thơ, hội họa, lại rành thiên văn, toán học. Qua đời khi 46 tuổi, thụy là Chất Trang Thân vương (質莊親王).
3. Hòa Thạc Hòa Gia Công chúa [和硕和嘉公主; 24 tháng 12 năm 1745 - 29 tháng 10 năm 1767], con gái thứ tư của Càn Long Đế. Năm 1760, tấn phong hiệu, ngày 25 tháng 3 hạ giá lấy Phúc Long An, con trai thứ hai của Đại học sĩ Phó Hằng. Công chúa mất khi vừa được 22 tuổi.

## Trong văn hóa đại chúng
| Năm  | Phim ảnh          | Diễn viên               | Nhân vật             |
| ---- | ----------------- | ----------------------- | -------------------- |
| 2018 | Như Ý truyện      | Hồ Khả (胡可)           | Tô Lục Quân (苏绿筠) |
| 2018 | Diên Hi Công Lược | Vương Viện Khả (王媛可) | Tô Tịnh Hảo (苏静好) |